# Sans domicile fixe au Japon

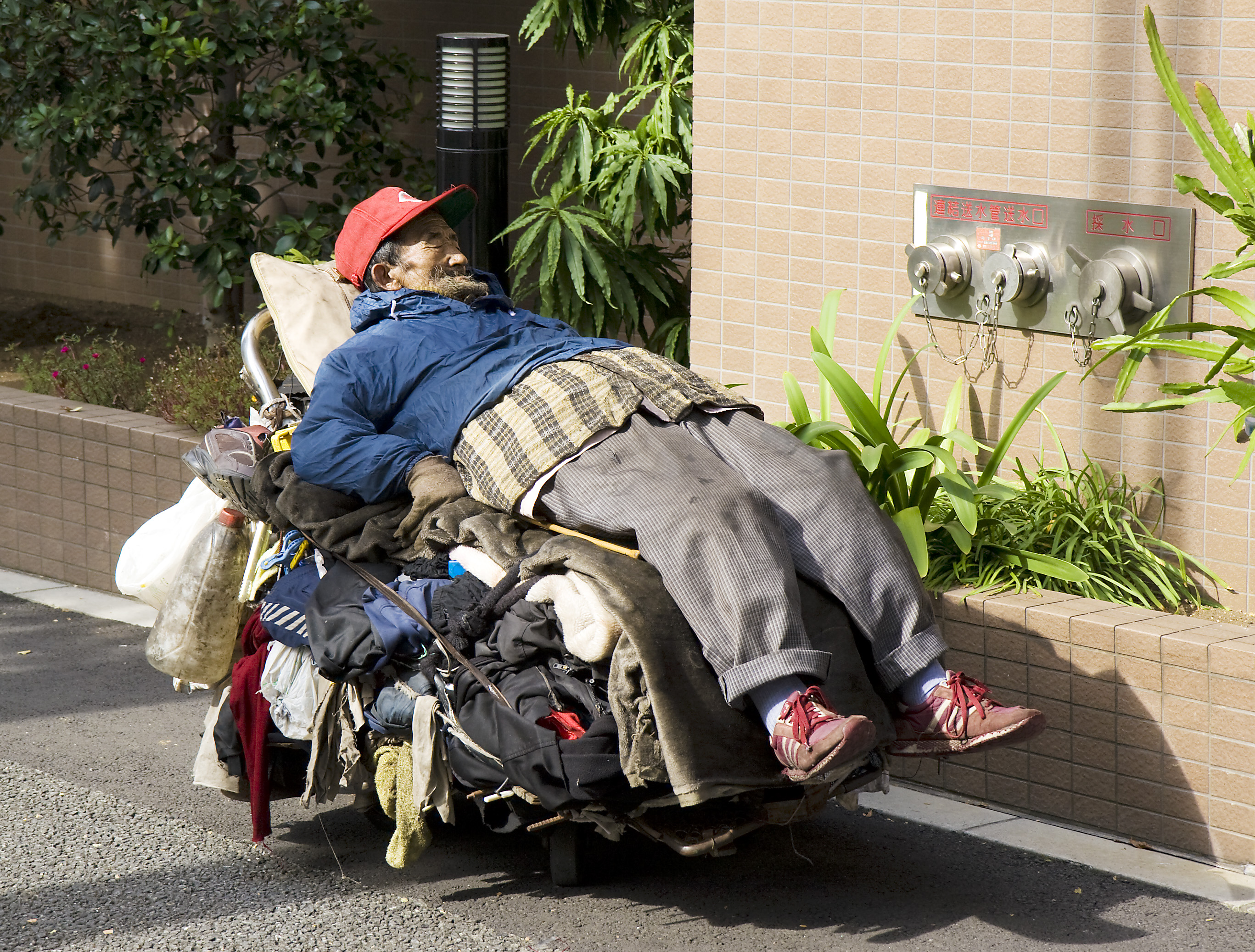
Un sans domicile fixe à Tokyo.

Le nombre des sans domicile fixe au Japon a fortement augmenté en raison de la hausse du chômage dans les années 1990.

## Histoire
Au début des années 1990, les sans-abri au Japon sont considérés comme une nuisance. Le gouvernement essaie de se débarrasser des gens de la rue « parce qu'il faut embellir l'environnement ». En raison d'interminables obstacles bureaucratiques, il est très difficile pour les sans-abri d'obtenir les aides auxquelles ils ont droit. Ce n'est qu'en 1997 que Tokyo reconnaît enfin l'existence des sans-abri et commence à traiter le problème.
En 1998, le chiffre d'environ 3 700 sans-abri à Tokyo seule est officiellement reconnu, mais les groupes de soutien aux sans-abri estiment qu'il y en a près de 5 000 et indiquent que ce nombre augmente rapidement.
En 2001, le gouvernement annonce qu'il y a environ 25 000 personnes sans-abri au Japon.
Le phénomène des sans domicile fixe est nettement en augmentation dans la société japonaise depuis l'effondrement de la bulle spéculative dans les années 1990, avec pour conséquence la « décennie perdue » de stagnation économique. Cela a entraîné une hausse du chômage.
De grandes campagnes d'expulsion des personnes sans domicile fixe, notamment pour améliorer l'image internationale de Tokyo, ont eu lieu a plusieurs reprises, notamment en préparation des Jeux Olympiques de 1964 et ceux de 2020. Des campagnes similaires ont eu lieu à Osaka,. Ces campagnes participent à l'invisibilisation de ces personnes.

## Aspects spécifiques
Certains aspects particuliers des sans-abri japonais sont dus à l'organisation sociale de la société japonaise. Historiquement, les hommes sont les uniques soutiens des familles. Les entreprises japonaises estiment que les hommes mariés sont plus efficaces que ne le sont les célibataires parce que les premiers se sentent davantage d'obligations et de responsabilités envers leurs familles. Par conséquent, non seulement les hommes âgés, qui font face à l'âgisme ne peuvent trouver de travail, mais les hommes célibataires de plus de 35 ans ont également des difficultés à trouver un emploi. Ce phénomène n'accroît pas le nombre d'hommes pauvres en moyenne, mais plutôt une plus grande variance, avec une augmentation d'hommes considérablement riches et d'autres considérablement pauvres, avec pour résultat un plus grand nombre d'hommes que de femmes sans-abri au Japon.
Par ailleurs, les familles fournissent généralement plus de soutien aux femmes qu'elles ne le font pour les hommes.

## Statistiques
En 1998, selon une étude de l’université d'Osaka, il y avait 8660 personnes sans domicile fixe dans la ville.
En 2021, selon les données d’une enquête réalisée par le ministère de la Santé, du Travail et des Affaires sociales, 3 824 personnes sont en situation d’itinérance « visible » au Japon. Le dénombrement a été effectué dans chaque municipalité par des représentants de l’autorité locale, qui ont compté le nombre de personnes vivant dans des lieux tels que les parcs et les rues. Parmi le nombre total de personnes recensées, 3 510 sont des hommes et 197 sont des femmes. Le genre de 117 individus n'a pas été identifié.
En 2022, la même enquête compte 3448 sans-abri au Japon. Dans la préfecture d'Osaka, 966 personnes sont en situation d’itinérance, contre 770 à Tokyo et 536 dans la préfecture de Kanagawa.
Un peu moins de 80 % du nombre total d'itinérants ont été répertoriés dans les 23 arrondissements de Tokyo ainsi que les villes désignées par ordonnance gouvernementale.
Les organisations non gouvernementales et associations aidant les personnes sans domicile fixe pointent régulièrement la sous-estimation des statistiques officielles. Par exemple, si en 2022, les statistiques officielles ne recensaient que 770 SDF à Tokyo, les associations pointaient en 2020 les 4000 personnes (soit plus que la totalité des SDF officiellement identifiés sur l'ensemble du pays) vivant au jour le jour dans les cafés internet (15 000 sur l'ensemble du Japon).

## Cybercafés et sans domicile fixe
Un petit appartement à Tokyo se loue pour environ 100 000 yens par mois. En 2011, le Japon continue de connaître la récession économique. Trouver des emplois même faiblement rémunérés n'est pas facile. Pour 1 500 à 2 000 yens par nuit, les sans-abri séjournent dans les cafés Internet où ils obtiennent une chambre individuelle et une douche, la télévision, des boissons gazeuses et l'accès à Internet. On parle de réfugiés des cybercafés (en) ネットカフェ難民 (netto kafe nanmin),.

## Incident des koalas
En 2009, le zoo d'Osaka, qui est financé par l'État, achète six koalas d'Australie qui coûtent 120 millions yens par an à nourrir. Osaka est la ville avec le plus grand nombre de sans-abri au Japon, et la décision de dépenser des fonds publics pour le zoo plutôt que pour les sans-abri, suscite la colère de certains d'entre eux et d'autres habitants d'Osaka.